# Visokotemperaturni superprevodnik
Visokotemperaturni superprevodniki (VTS) so superprevodniki, ki imajo temperaturo prehoda višjo od nizkotemperaturnih. Običajno gre za temperature, ki so nad vreliščem tekočega dušika (77 K), kar pomeni, da za njihovo ohlajanje ni več potreben drag in zahteven tekoči helij (4,2 K).  
Visokotemperaturna superprevodnost je bila najprej raziskovana v kupratno-perovskitnih keramikah, odkritih leta 1985. Do danes je bila najvišja dosežena temperatura prehoda 138 K (-135 °C). Kljub imenu se pri visokotemperaturnih superprevodnikih superprevodnost pojavi pri temperaturah, ki so veliko nižje od sobne. 
Pojav superprevodnosti v VTS še ni dokončno pojasnjen. Teorija BCS, ki pojasni superprevodnost v NTS, ima namreč omejitve.
Visokotemperaturni superprevodniki imajo kljub višji temperaturi prehoda pomanjkljivost, tehnološko se jih namreč ne da poljubno oblikovati. Tako iz njih ne moremo narediti električnih vodov. V superprevodnih tuljavah magnetov se zato še vedno uporablja nizkotemperaturne superprevodnike, ki se jih hladi s tekočim helijem. 